# Francisco Levipán
 Francisco Manuel Levipán Cariqueo (Chile, 11 de junio de 1993) es un exfutbolista chileno. Jugaba como defensa o mediocampista.

## Trayectoria
Debutó en el fútbol profesional durante la temporada 2011 defendiendo los colores de Deportes Puerto Montt de la Primera B de Chile.En 2012 firmó para Barnechea de la misma división, formando parte del plantel que logró el ascenso a la Primera División en mayo de 2014,como también del plantel que volvió a la Primera B la temporada siguientey que además descendió consecutivamente en dos temporadas, pues en abril de 2016 descendió a la Segunda División.El primer semestre de 2017, pasó a defender los colores de Deportes Melipilla de la Segunda División, en donde tras empatar en la última fecha ante Independiente de Cauquenes hipotecó su chance de lograr el ascenso a la Primera B.
Tras no encontrar equipo para el segundo semestre de 2017, en enero de 2018 es anunciado como nuevo jugador de Unión San Felipe de la Primera B. Para la temporada siguiente, en enero de 2019 firma por Deportes Temuco de la misma división.

## Clubes
| Club                  | País  | Año       |
| --------------------- | ----- | --------- |
| Deportes Puerto Montt | Chile | 2011      |
| Barnechea             | Chile | 2012-2016 |
| Deportes Melipilla    | Chile | 2017      |
| Unión San Felipe      | Chile | 2018      |
| Deportes Temuco       | Chile | 2019      |